# Beersel (hrad)
Beersel (nizozemsky Kasteel van Beersel, francouzsky Château de Beersel) je vodní hrad, který se nachází ve stejnojmenné vesnici ve Vlámském Brabantu v Belgii.

## Historie
První hrad v tomto místě vznikl již ve 2. polovině 12. století. Dnešní hrad vystavěl Godfrey z Hellebeeku na počátku 14. století. Roku 1356 byl hrad během války o brabantské dědictví vypálen, ale záhy došlo k jeho obnově. V průběhu 15. a 17. století došlo k několika dalším obléháním. Na počátku 19. století sloužil hrad jako továrna výrobu bavlny. Poté hrad zpustnul a stal se zříceninou. V letech 1928-1939 byl hrad rekonstruován. Od roku 1948 je hrad v majetku Královské asociace historických sídel a zahrad a je pronajímán obci Beersel. Hrad je přístupný veřejnosti.

## Architektura
Hrad Beersel je vodním hradem postaveným převážně z cihel. Hrad má přibližně kruhový půdorys a je opatřen třemi věžemi, z nichž jedna je branskou věží.

## Hrad v populární kultuře
Architektura hradu inspirovala unikátní stavbu Burgunďanů v počítačové hře Age of Empires II. Definitive Edition.

## Galerie
- Hrad na leteckém snímku
- Nádvoří
- Hrad v 19. století